# Kirazlı, Kuşadası
Kirazlı là một xã thuộc huyện Kuşadası, tỉnh Aydın, Thổ Nhĩ Kỳ. Dân số thời điểm năm 2010 là 939 người.